# Лисовенко, Пётр Лаврентьевич
Пётр Лаврентьевич Лисовенко (1917 год — 1975 год) — бригадир электромонтёров Темиртауского монтажного управления треста «Казэлектромонтаж» Министерства монтажных и специальных строительных работ СССР, Карагандинская область, Казахская ССР. Герой Социалистического Труда (1966). Заслуженный строитель Казахской ССР (1962).

## Биография
Родился в 1917 году в селеСолгонское Ачинского уезда Енисейской губернии.
С 1940 по 1945 год трудился электромонтёром в управлении «Балхашэлектрмонтажстрой». С 1945 года — электромонтёр, бригадир электромонтёров монтажного управления треста «Казэлектромонтаж» в городе Темиртау. Участвовал в строительстве Карагандинского металлургического комбината.
Бригада Петра Лисовенко совместно с бригадой Г. Гайнутдинова за первые годы 7-й пятилетки проложила около 200 километров кабеля и установила сотни двигателей. Обязательства пятилетки были выполнены за 3,5 года. За эти выдающиеся трудовые достижения был удостоен в 1966 году звания Героя Социалистического Труда.
Избирался делегатом XX съезда КПСС.
Скончался в 1975 году в городе Темиртау.
Награды
- Герой Социалистического Труда — указом Президиума Верховного Совета СССР 26 июля 1966 года
- Орден Ленина
- Медаль «За трудовое отличие» (22.12.1954)